# Barrio de San Juan (Ciudad de México)

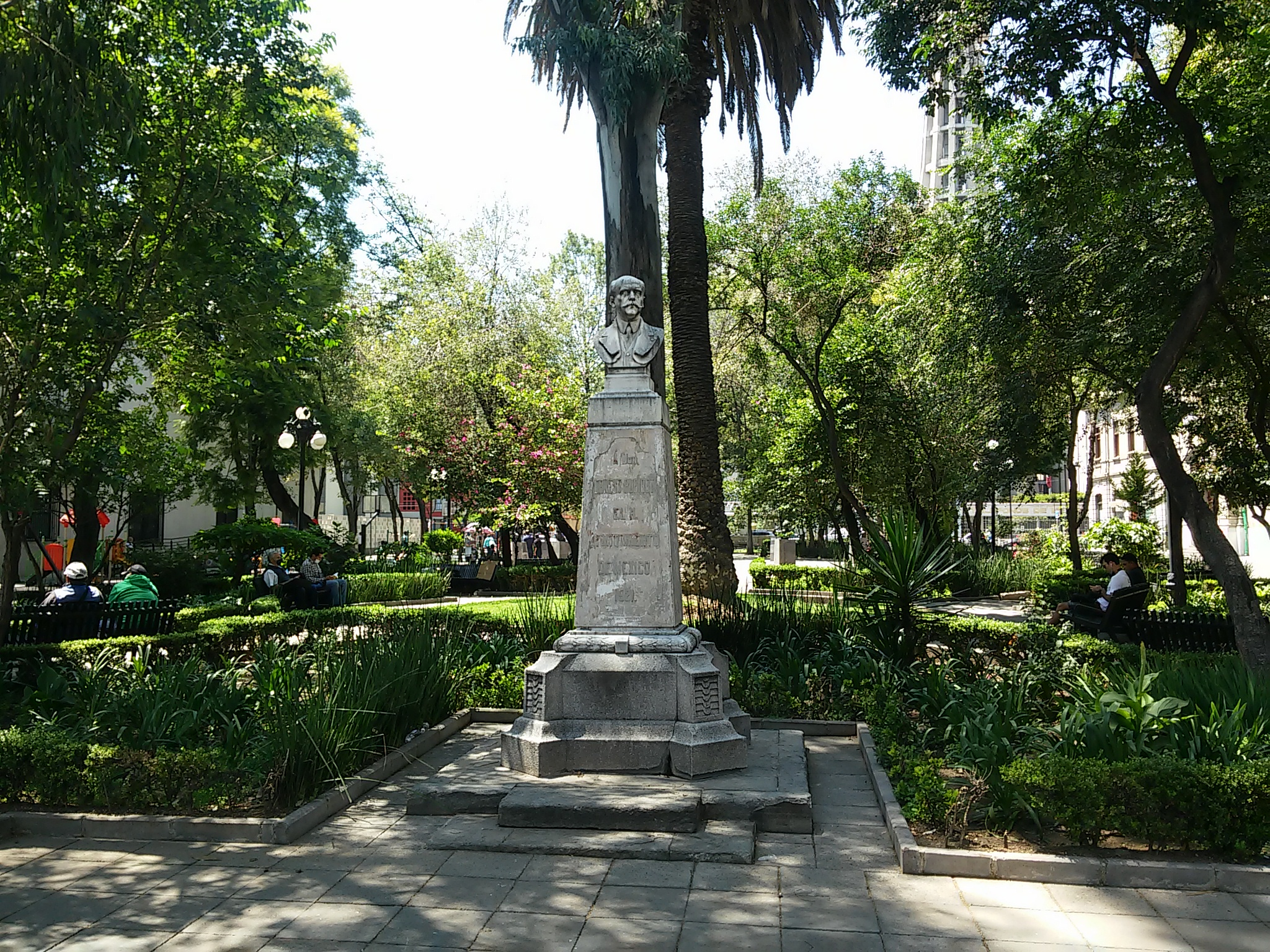
Plaza de San Juan

San Juan es un barrio histórico que se encuentra al Suroeste del Centro Histórico de la Ciudad de México y abarca parte del barrio prehispánico de Moyotlan. Se caracteriza principalmente por albergar la mayor cantidad de edificios considerados monumentos artísticos en el Centro Histórico, así como el barrio Chino y por sus cuatro mercados, construidos a finales de la década de 1950.

## Ubicación
Al ser un barrio histórico carece de límites jurídicos, sin embargo, al estar rodeado de calles y avenidas principales, sus límites tradicionales están más definidos que en otros barrios de su tipo. Estas calles son: Balderas al oeste, independencia al norte, Eje Central Lázaro Cárdenas al Este, y Arcos de Belén al sur.

## Historia

### Periodo prehispánico ysigloXVI
El barrio de San Juan tiene su origen en el barrio prehispánico de Moyotlan (lugar de mosquitos en náhuatl), uno de los cuatro barrios o campan en que estaba dividida la ciudad de México-Tenochtitlán y el más poblado e importante de ellos.  Después de la conquista española, la ciudad se dividió políticamente en tres partes: La traza, que era exclusivamente para españoles y las parcialidades indígenas de Santiago Tlatelolco al norte y San Juan Tenochtitlán, la cual rodeaba la traza y se dividía en 4 barrios que se denominaron Santa María Cuepopan, San Pablo Zoquipan, San Sebastián Atzacoalco y San Juan Moyotla. En este último se estableció la sede del gobernador de la parcialidad y ahí se fundó el Tecpan o casa de gobierno, el cual estaba ubicado al sur del barrio, junto a la fuente que remataba el Acueducto de Chapultepec. En la parte central del barrio se delimitó una plaza donde se estableció el tianguis para abasto de los indígenas y -como en cada uno de los barrios indígenas- una capilla, en este caso bajo la advocación de Juan el Bautista, a manera de ayuda de la parroquia de San José de los naturales del convento de San Francisco y junto a esta un edificio destinado a hospedería de forasteros o casa de comunidad. La fundación de estas capillas se atribuye según la tradición franciscana a Fray Pedro de Gante, aunque también otras fuentes atribuyen su fundación a Hernán Cortés o la Segunda audiencia.
A mediados del siglo XVI se fundan dos instituciones de gran importancia. Una es el colegio de San Juan de Letrán para mestizos fundado por cédula real en 1548. La otra es el Hospital real de San José de los Naturales, fundado por cédula real el 18 de mayo de 1553 si bien otras fuentes lo datan de 1531, y dedicado a la asistencia sanitaria a los indios enfermos. El hospital contaba con un teatro, ya que recibió una cédula real que lo autorizaba a dar funciones de teatro público para su sostenimiento, siendo la única institución colonial en recibir este beneficio, el cual perduró hasta 1822. Sus ruinas fueron descubiertas por arqueólogos del INAH en 2016.
En 1591 los representantes del barrio le ofrecieron al Virrey Luis de Velasco II  el edificio de la hospedería para establecer un convento de monjas y la recaudación de suficientes limosnas para mantenerlo, pidiendo como condiciones el que fueran monjas franciscanas, y el derecho de dar sepultura en la iglesia a todos los vecinos del barrio. El virrey aceptó y los indígenas habilitaron la hospedería para poder albergar al convento, al cual llegaron las monjas clarisas el 18 de junio de 1598 y recibió el nombre de San Juan de la Penitencia.

### sigloXVII
A finales del siglo XVI estalló una disputa entre los franciscanos, el clero secular y las demás órdenes religiosas por el control de las 4 capillas de los barrios indígenas. Como resultado de este conflicto, los carmelitas recibieron en 1585 la iglesia de San Sebastián y los agustinos la iglesia de San Pablo y en 1607 recibieron San Sebastián de los carmelitas, mientras que la iglesia de Santa María permaneció con los franciscanos pero quedó como cabecera de doctrina distinta; De manera que a principios del siglo XVII solo la capilla de San Juan continuaba como visita de San José de los naturales.
El barrio de San Juan fue la parte más afectada de la ciudad por la gran inundación de 1629 y las posteriores epidemias y su población fue severamente diezmada. Las epidemias fueron una constante en este barrio. La parte oriente del barrio la componían pantanos y terrenos cenagosos, por lo que no tuvo desarrollo sino hasta finales del siglo XVIII, y el vecino barrio de la Candelaria Atlampa se fue despoblando paulatinamente hasta que casi desapareció.

### sigloXVIII

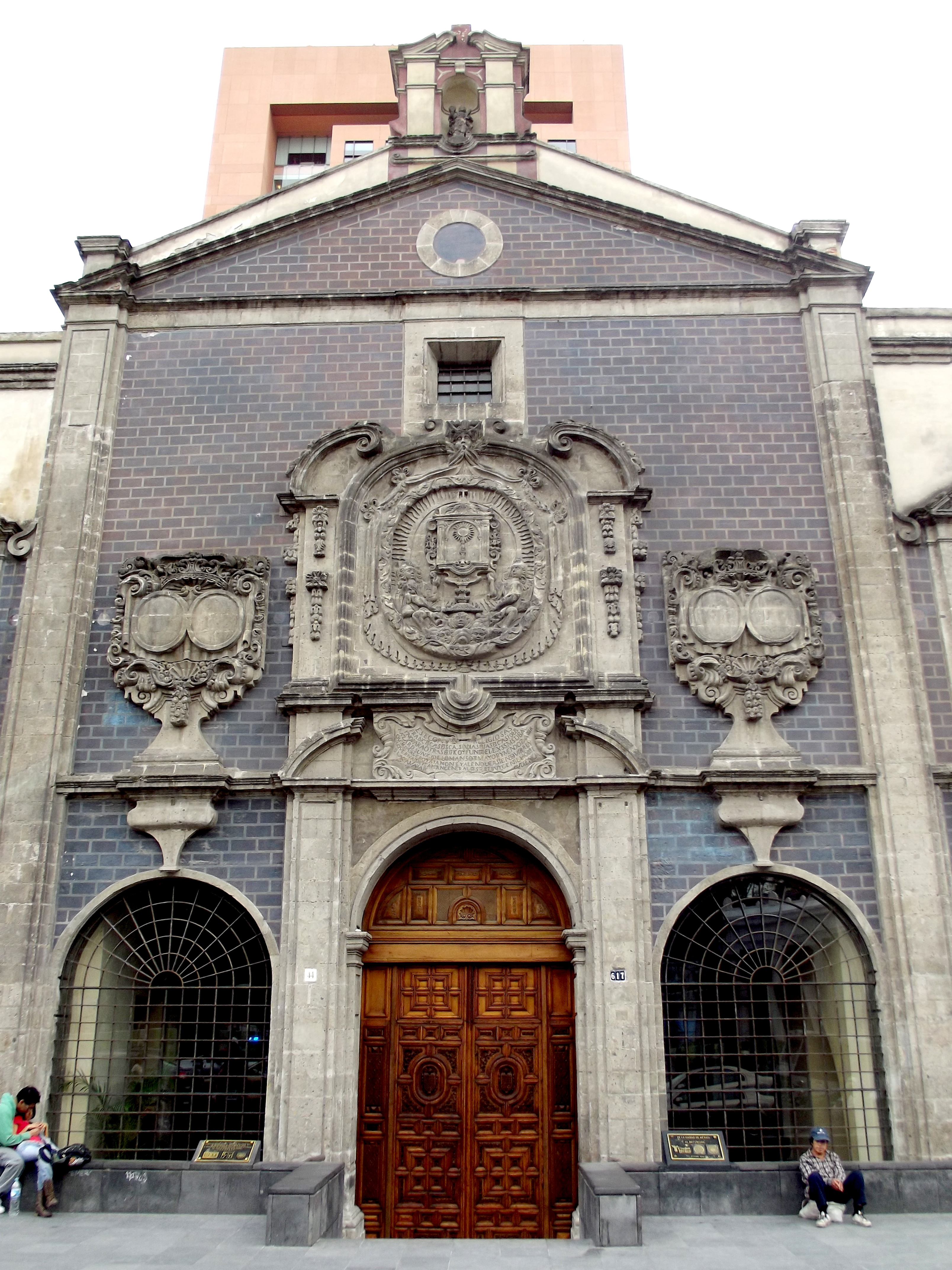
Ex Templo de Corpus Christi

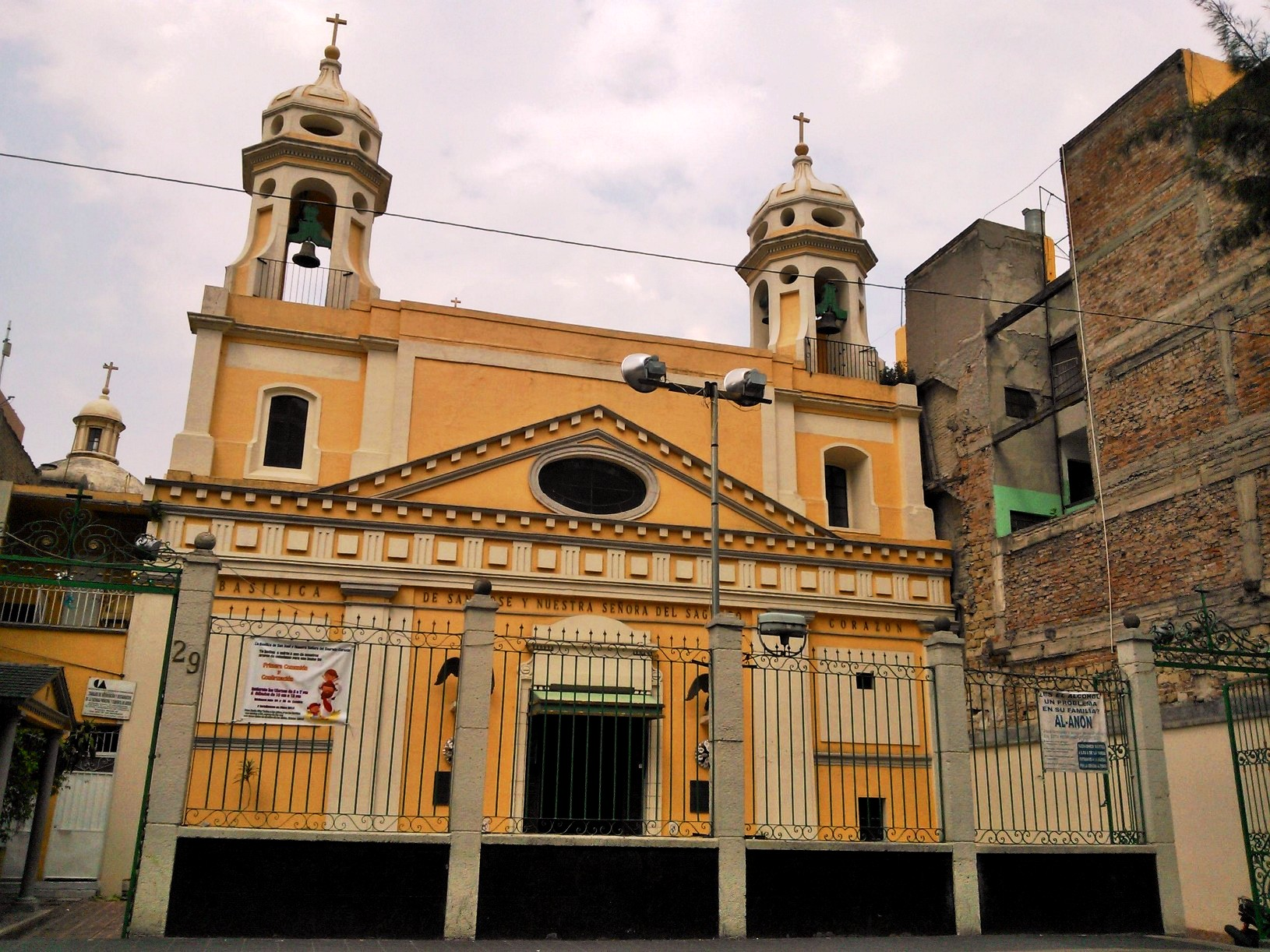
Basílica de San José

Al comenzar el siglo fue necesario reedificar el convento de San Juan de la Penitencia, quedando concluido el 24 de enero de 1711., asimismo se reedificó el hospital real de naturales, obra que duró 5 años y cuyo costo fue de 40,000 pesos para lo cual contribuyeron el rey Felipe V, el virrey marqués de Casa Fuerte y el oidor don Juan Picado Pacheco quien destacó por sus aportaciones.  El 20 de enero de 1722 el teatro del hospital se incendió y fue reedificado en madera, sin embargo, se pensó en levantar otro teatro por lo poco práctico e incómodo para los enfermos que resultaba tener un teatro en el patio del hospital. En 1725 se construyó el nuevo teatro -también de madera- en un terreno perteneciente al hospital en la Calle de la Acequia (hoy avenida 16 de Septiembre). Ya sin el teatro en el patio, el hospital fue reparado de 1725 a 1726 por el arquitecto Jerónimo de Balbás. Para 1753 se construyó un teatro de cantera, siguiendo el modelo de los teatros del Madrid de la época, con balcones de herrería, este teatro daba a la calle del Colegio de Niñas (actual calle de Bolívar) y fue denominado como coliseo nuevo para diferenciarlo del anterior, que para referencias fue conocido como el coliseo viejo al igual que la calle donde se encontraba, que fue conocida a partir de entonces como calle del coliseo viejo (actual 16 de septiembre).
En 1724,  un año antes de la inauguración del coliseo viejo, gracias a los esfuerzos y la tenacidad del virrey Baltasar de Zúñiga y Guzmán, se consolidaba la fundación en el límite norte del barrio el convento de Corpus Christi para indias cacicas; el convento fue obra de Pedro de Arrieta con la supervisión del capitán Juan Gutiérrez Rubín de Celis y fue exclusivo para las hijas de indígenas nobles. En este convento profesaron algunas de las descendientes de nobles mexicas y se seguía la regla de Santa Clara.
En 1744 se estableció el Hospicio de pobres en el espacio comprendido entre las actuales calles de Balderas, Revillagigedo, Victoria y Juárez. Fue el edificio de beneficencia más grande del periodo colonial.
En 1768 por real decreto quedó establecida en el Hospital de naturales la Academia de Anatomía, con el fin de contar con una de Anatomía Práctica para los cirujanos.
En 1771 el arzobispo Lorenzana realiza la reforma parroquial de la Ciudad la cual dividió a la ciudad en 13 parroquias. Como parte de esta reforma se cierra la parroquia de San José de los Naturales en el convento de San Francisco y se crea la parroquia de San José, administrada por el clero secular y ubicada junto al convento de San Juan de la Penitencia.,
En 1791 el héroe de la independencia, pintor y orfebre de origen poblano José Luis Rodríguez Alconedo se muda a la calle de Nuevo México (actual artículo 123).
En 1794 el virrey Juan Vicente de Güemes II Conde de Revillagigedo autorizó al maestro mayor Ignacio Castera la apertura de la calle de Revillagigedo, que fue nombrada en honor al virrey, esta obra detonaría el crecimiento y desarrollo de la zona poniente del barrio. Para realizar esta apertura, fue necesario demoler una capilla dedicada a los Santos Reyes, la cual había sido construida por los vecinos de esa parte del barrio, llamada Tequiscaltitlán y que había sido terminada en 1732. El arquitecto Ignacio Castera construyó su casa en la esquina de Revillagigedo y Victoria.

### sigloXIX
En 1811 José Luis Rodríguez Alconedo se une a la rebelión comandada por Ignacio López Rayón y utiliza sus conocimientos en metales para fundir cañones y arcabuces; A finales de 1814 es aprendido en Zacatlán y finalmente fue fusilado el 1 de marzo de 1815.
En 1820 el Virrey Juan Ruiz de Apodaca jura la constitución de Cádiz, la cual establece la igualdad de derechos entre peninsulares y americanos y por tanto ordena la abolición de las parcialidades y su integración como ayuntamientos españoles. Un año después se proclama la Independencia de México, pero la situación de las parcialidades no cambió. La parcialidad de San Juan Tenochtitlan y su juzgado fueron abolidos y el barrio de San Juan Moyotla y los demás barrios adyacentes a la ciudad fueron incorporados al Ayuntamiento de México, mientras que los pueblos que pertenecían a su jurisdicción fueron desincorporados y formaron gobiernos propios. El 27 de noviembre de 1824 el congreso emitió un decreto por el cual los bienes que pertenecían a las parcialidades se entregan a los pueblos que las formaban como propiedad que les pertenece
El 11 de junio de 1836 se funda la Academia de Letrán en el edificio del antiguo Colegio de San Juan de Letrán. La academia fue la sociedad literaria mexicana más importante del siglo XIX y estuvo en funciones hasta 1856.

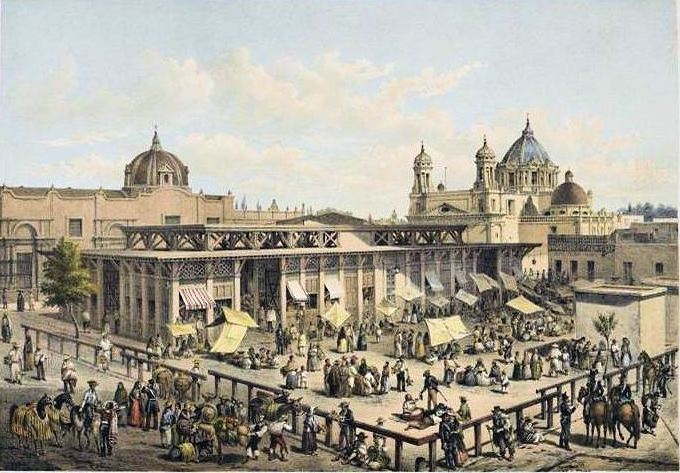
El mercado de Iturbide en la plaza de San Juan

En 1849 se realizó el proyecto para la construcción de un mercado en la plaza de San Juan, el cual fue diseñado y construido por el arquitecto francés Enrique Griffon y fue concluido en 1850 y llamado Mercado de Iturbide. El mercado fue diseñado con un concepto estrictamente utilitario y carente de ornamentos, que reflejaba la situación económica inestable del país, aunque el arquitecto Griffon introdujo en el edificio del mercado varias innovaciones para la época, como fue el uso de una armadura de hierro que permitió techar el patio central y al mismo tiempo le proporcionaba iluminación y ventilación, así como pisos de cemento y para los cajones exteriores se colocaron celosías de madera para ventilación así como protección para la lluvia. El reglamento del mercado fue expedido el 24 de enero de 1850 y regulaba a detalle el funcionamiento de todos los aspectos del mercado.

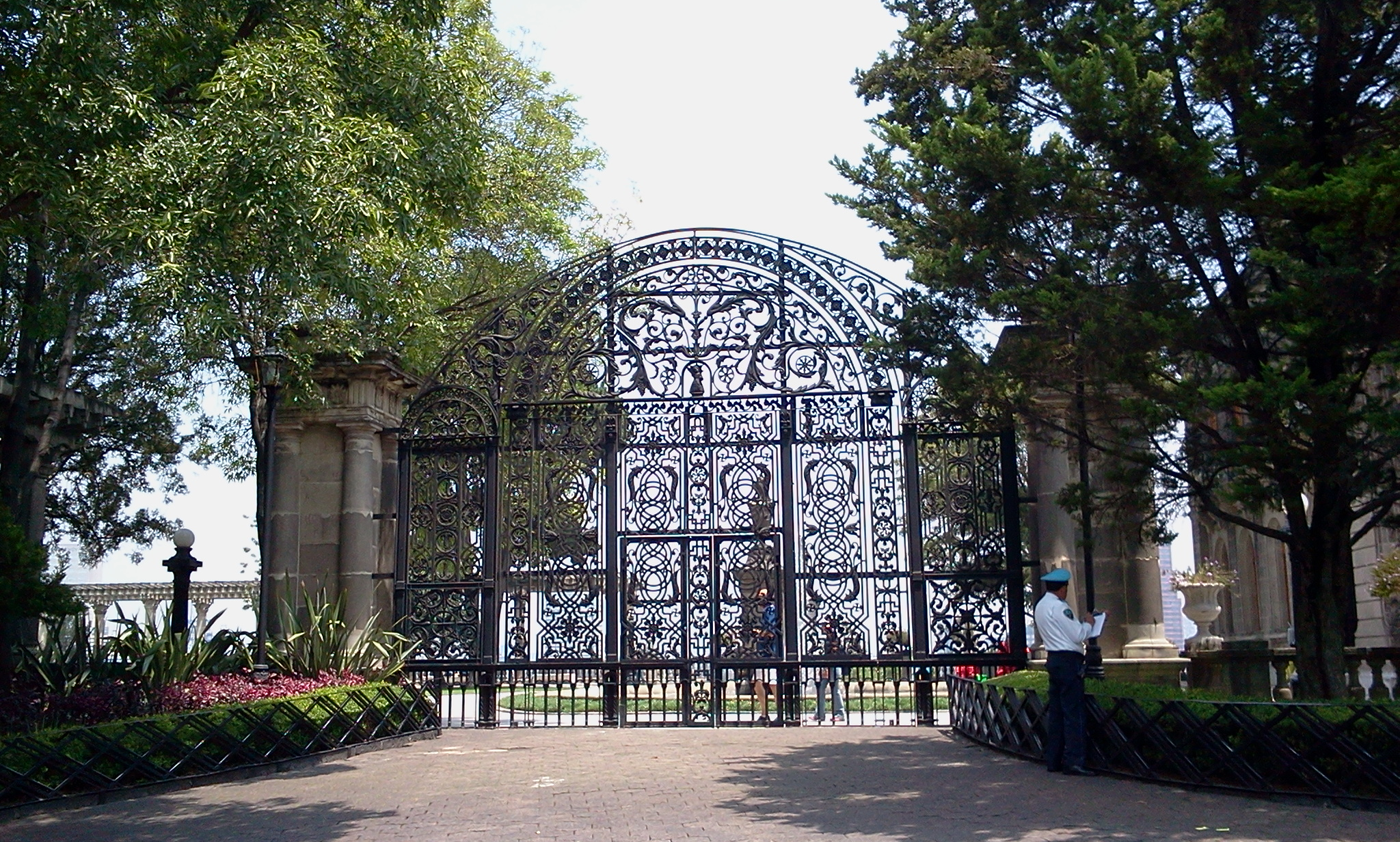
Reja del coro del templo del convento de San Juan de la Penitencia, actualmente en la entrada del Castillo de Chapultepec

En 1867 con la aplicación definitiva de las leyes de reforma los conventos de San Juan de la Penitencia, Corpus Christi y el Hospital de Naturales fueron desocupados. el convento de Corpus Christi pasó a ser propiedad de José Ives Limantour, quien lo mandó demoler para construir su casa, dejando en pie sólo el templo, mientras que el hospital real de Naturales fue entregado al impresor Ignacio Cumplido, quien estableció ahí su imprenta y lo habitó hasta su muerte en 1880.
El templo del convento de San Juan de la Penitencia había sido renovado en 1862 y las monjas habían comprado una nueva reja para el coro alto, la cual resultó ser un uno de los mejores trabajos de fundición del siglo XIX.
A finales del siglo XIX se pretendió mejorar el estado que tenían algunos mercados de manera que fueran más higiénicos. El primero en modificarse fue el de San Juan en el año de 1879, en su construcción se utilizaron materiales como el hierro y el cemento y fue diseñado por el arquitecto Antonio Torres Torija
En 1890 el empresario de origen francés Ernesto Pugibet y su esposa Guadalupe Portilla compran los terrenos del convento de San Juan de la Penitencia; En 1884, Pugibet había fundado una fábrica de cigarros a la que le dio el nombre de El Buen Tono, la cual había crecido rápidamente gracias a la rápida aceptación de sus productos y después de seis años se encontraba en plena expansión y fue necesaria la construcción de instalaciones adecuadas para la producción. El convento fue demolido para construir la nueva fábrica, dejando sólo el templo en pie. La construcción del complejo fue encargada al ingeniero Miguel Ángel de Quevedo, quien se convirtió en el arquitecto favorito de Pugibet. La nueva fábrica marcó el desarrollo y auge del barrio hasta su cierre a mediados del siglo XX.

### sigloXX

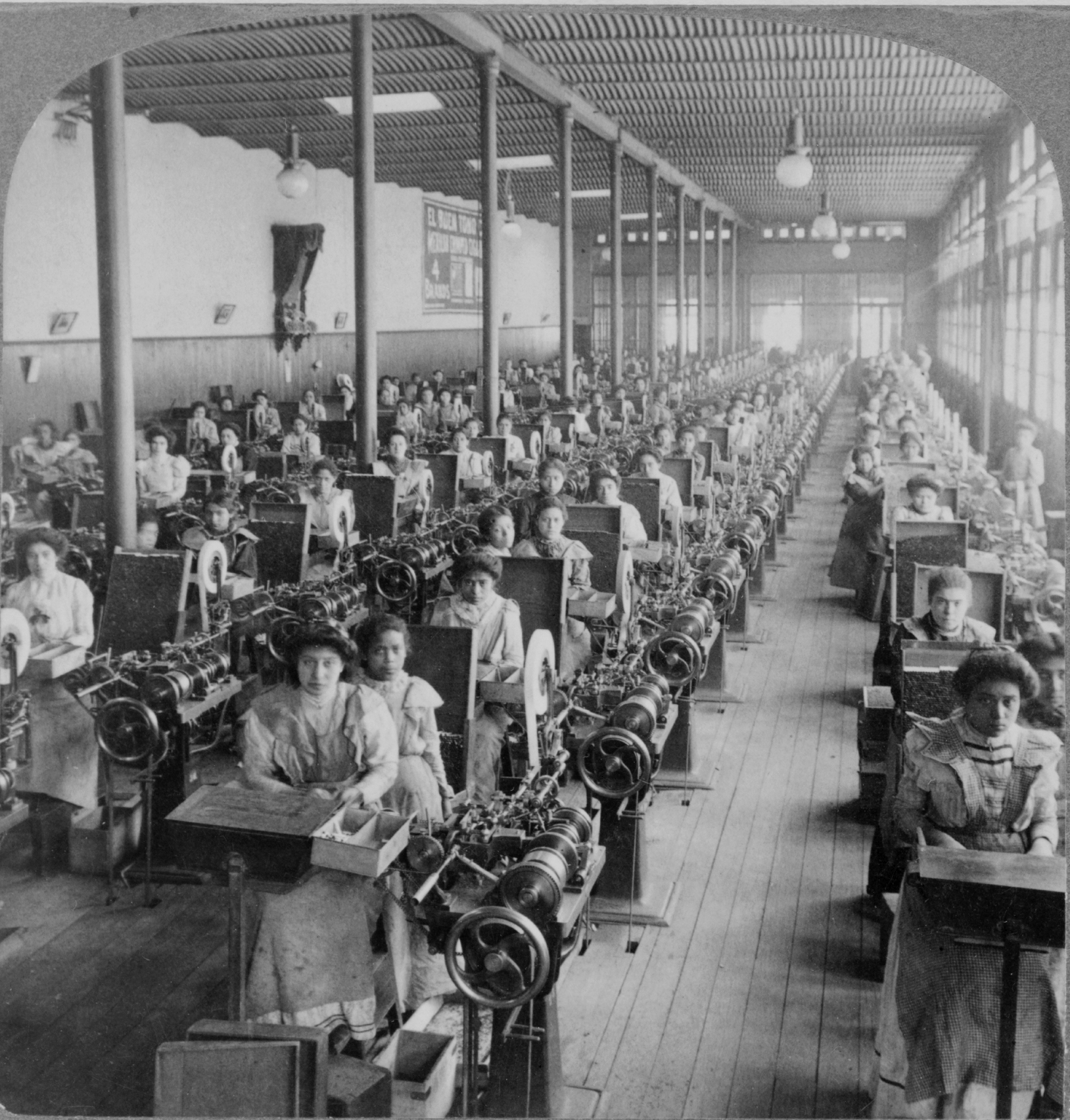
La Fábrica de cigarros El Buen Tono en 1903

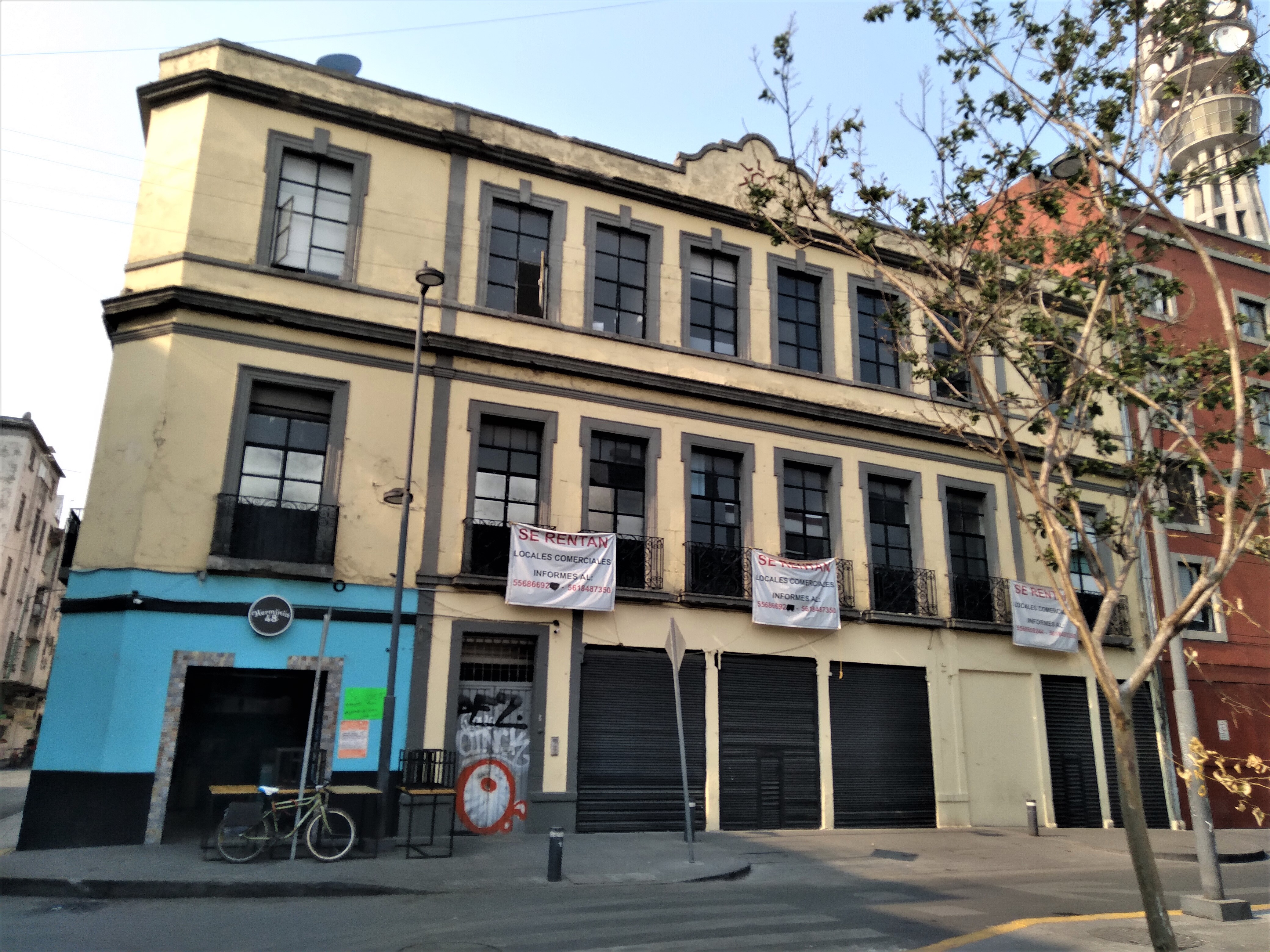
Edificio de principios del en la esquina de las calles Ernesto Pugibet y Aranda, uno de los escasos edificios de ese periodo que se conservan en el sur del barrio

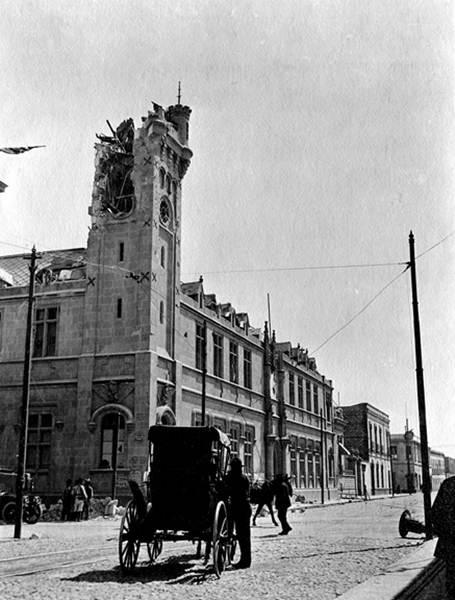
Torre de la sexta delegación de policía, destruida el 16 de febrero de 1913 durante la Decena trágica

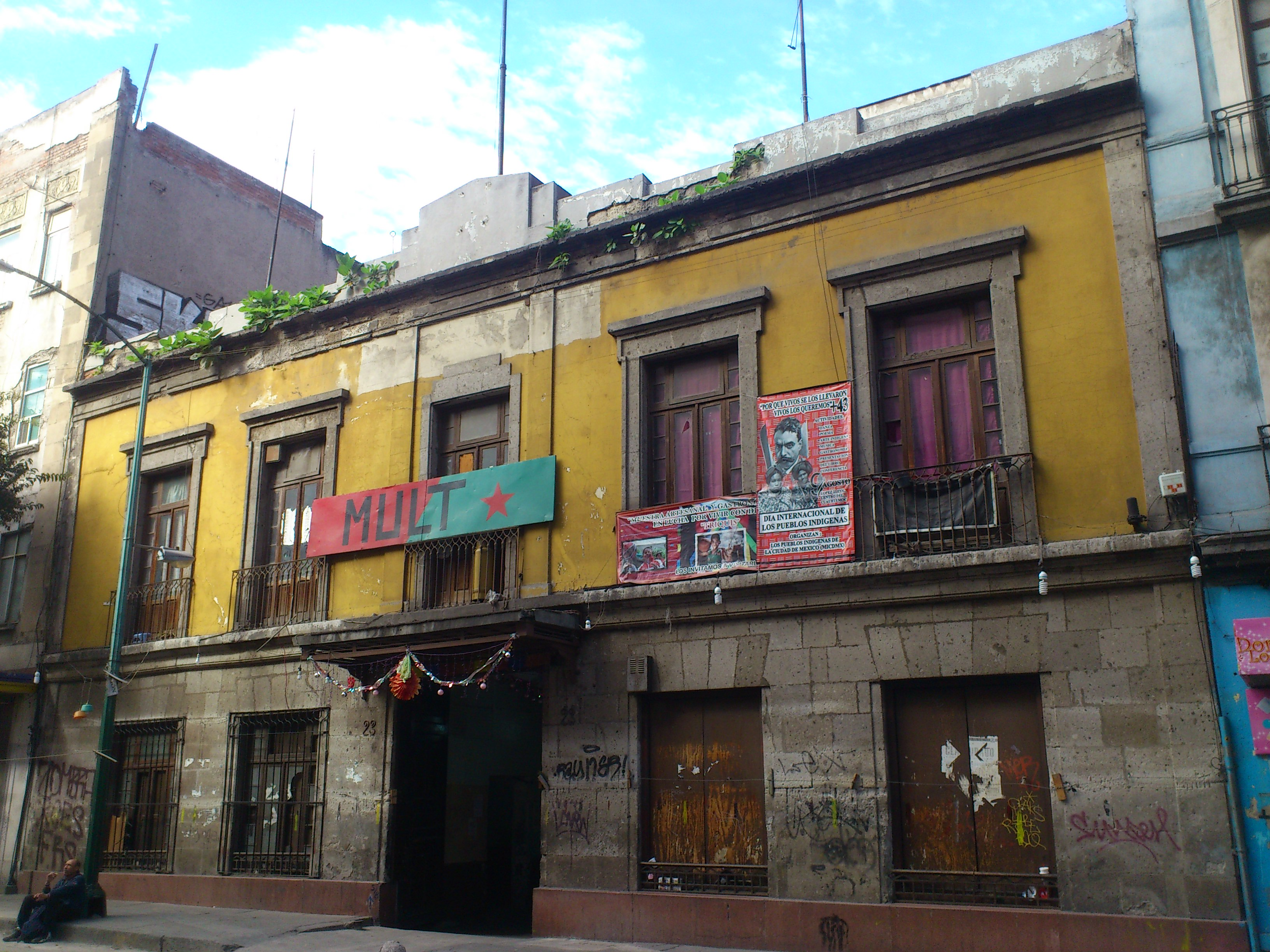
Ruinas del Casino Alemán

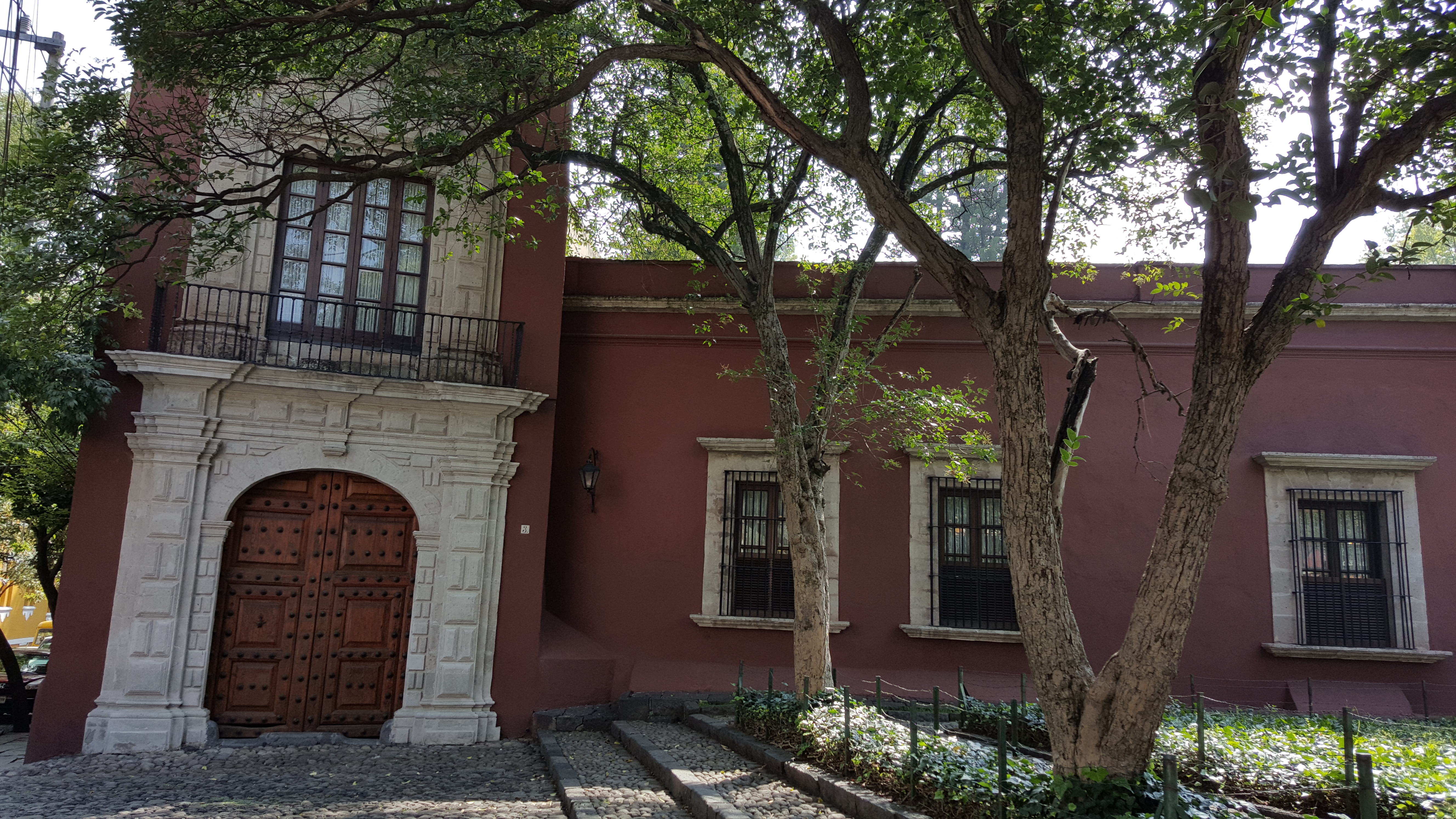
La portada del antiguo hospital de Naturales, en San Ángel

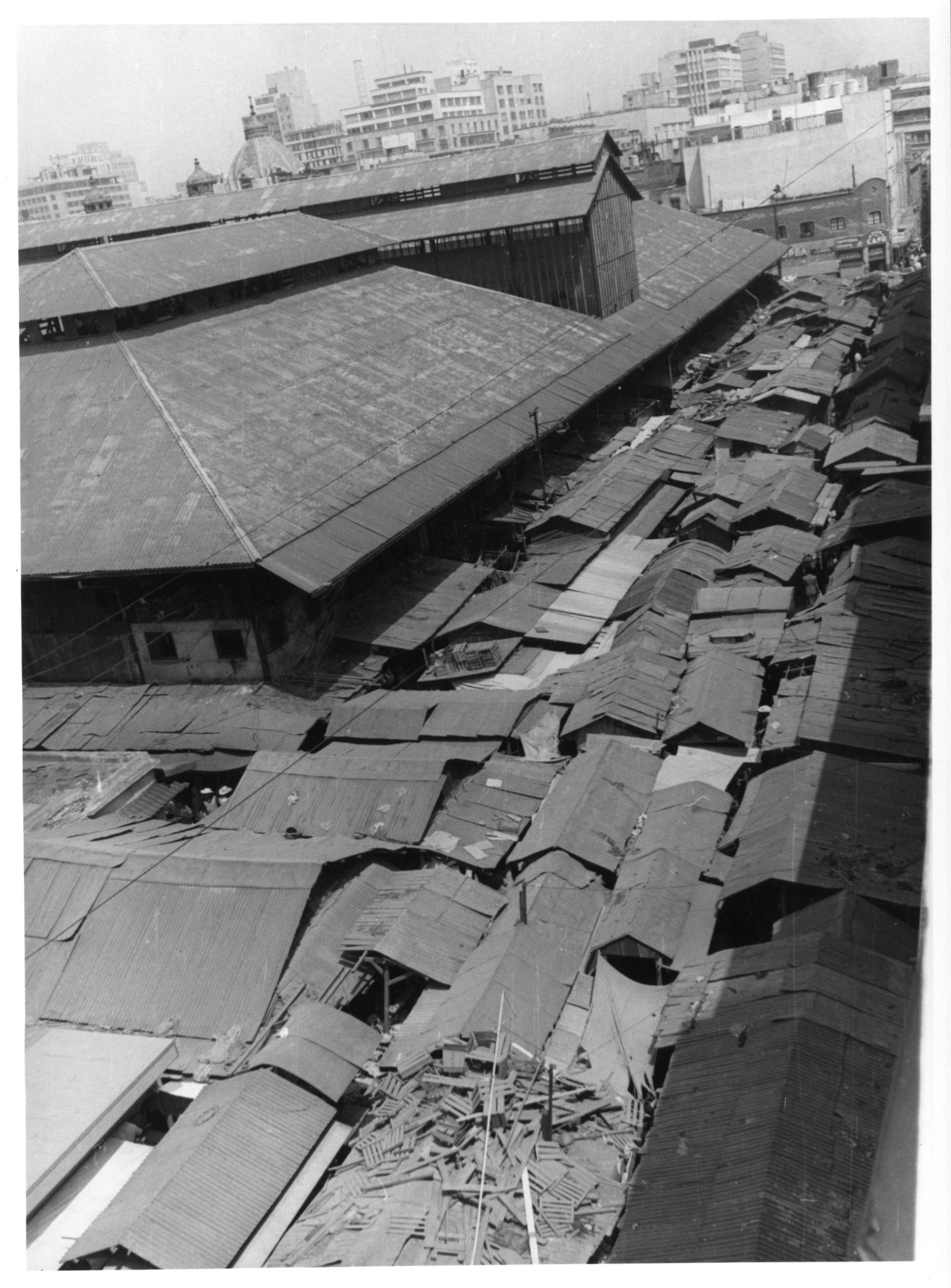
El mercado de san Juan en 1953, detrás se aprecia la cúpula y una torre de la basílica de san José

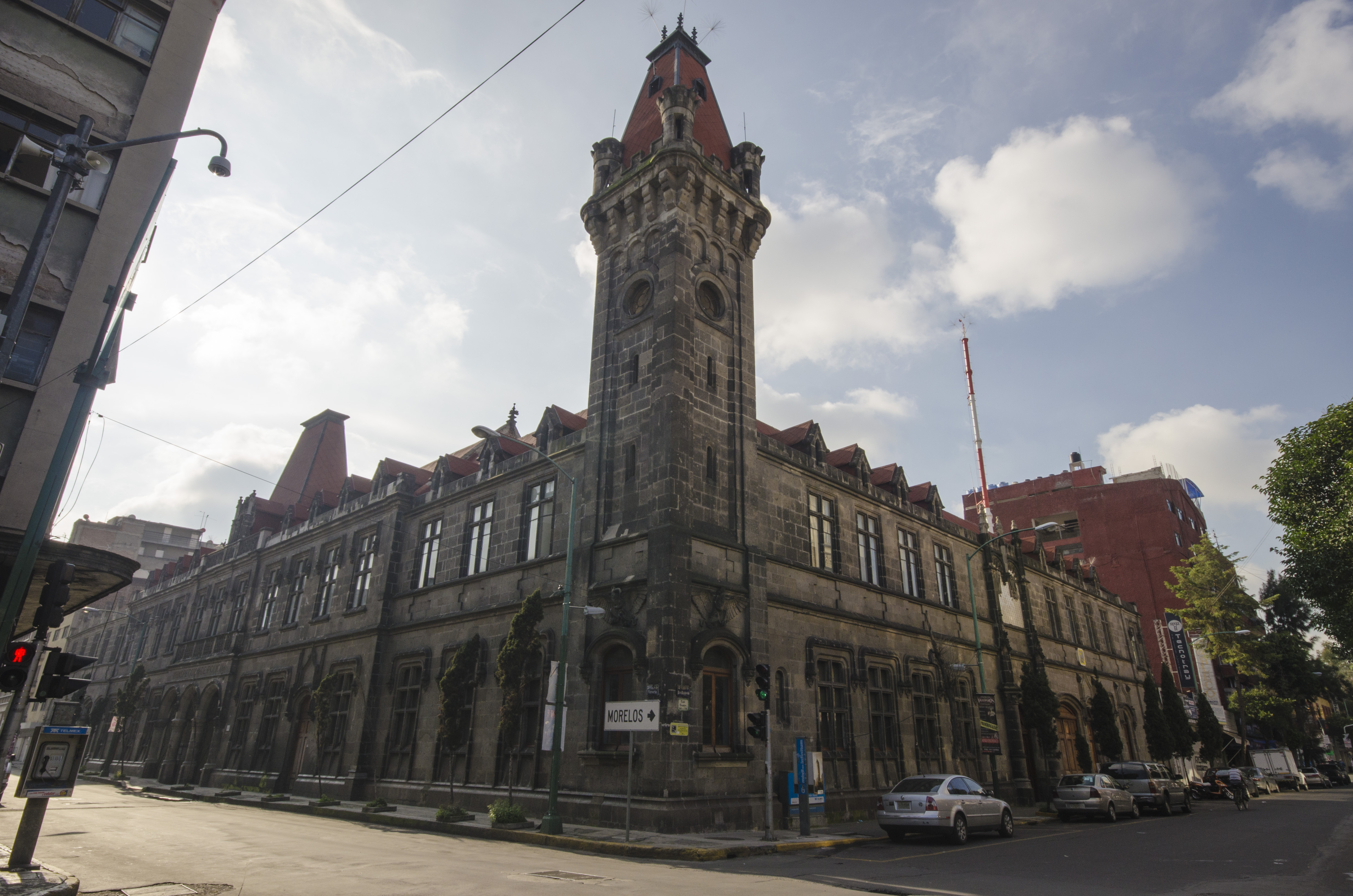
La antigua sexta inspección de policía

De 1906 a 1908 el arquitecto Federico Mariscal construye el edificio estilo Neogótico que albergaría a la sexta inspección de policía en la esquina de las calles de Victoria y Revillagigedo. Posteriormente parte del edificio se convirtió en hospital de la Cruz Verde. El antiguo local de la delegación de policía, ubicado en la calle de López 23 fue adquirido y remodelado por la comunidad alemana para la nueva sede del Casino Alemán, la inauguración se llevó a cabo el 31 de diciembre de 1907. El nuevo edificio contaba con cantina, salón de billares, una biblioteca con 6000 libros, boliche, salón de teatro y baile, salón de juntas y de recepciones. El casino había sido fundado a mediados del siglo XIX con el fin de fomentar la unidad de la comunidad alemana en México
En 1912 Ernesto Pugibet manda demoler el templo de San Juan de la Penitencia y le encomienda al ingeniero Miguel Ángel de Quevedo la construcción de un templo para los servicios religiosos de los trabajadores y directivos de la fábrica. El templo fue dedicado a la Virgen de Guadalupe en honor a Guadalupe Portilla, esposa de Pugibet. La reja del coro alto del templo de San Juan de la Penitencia fue trasladada a la entrada del Castillo de Chapultepec que en ese entonces fungía como residencia presidencial.
Durante los eventos de la Decena Trágica en febrero de 1913, la sexta delegación de policía se convirtió en un punto estratégico por su magnífica torre y su cercanía a la Ciudadela, donde estaba el cuartel rebelde. Después de varios días de combate finalmente la torre fue destruida durante los bombardeos del día 16 de febrero. El 13 de febrero el Casino Alemán también había sido dañado por los proyectiles. 
En 1933 es demolido el edificio del Hospital de Naturales con el fin de ampliar la avenida San Juan de Letrán; Solo se salvó de la destrucción la portada del edificio, rescatada por el entonces secretario de hacienda Luis Montes de Oca quien la colocó en su casa de San Ángel donde aun se conserva. Las maniobras para desmantelar la portada, trasladarla y montarla en la casa de San Ángel fueron dirigida por el arquitecto Vicente Mendiola.
El 21 de agosto de 1940 muere en el hospital de la Cruz Verde ubicado en el edificio de la sexta delegación de policía el político y revolucionario ruso León Trotski, quien había sufrido un atentado el día anterior.
A mediados de los años 50, el Departamento del Distrito Federal reorganiza los mercados de la Ciudad de México, construyendo mercados modernos, y trasladando los viejos mercados a nuevas ubicaciones. De esta reorganización formaron parte el Mercado de Jamaica, el Mercado de la Merced y los cuatro mercados de la Lagunilla, así como los cuatro mercados del barrio de San Juan.
Al desalojar la deteriorada estructura del viejo mercado San Juan en 1955, los comerciantes del interior de este fueron reubicados a una bodega que la Fábrica del Cigarros del Buen Tono cedió para este fin, en la calle que hoy se conoce como Ernesto Pugibet, dando origen al mercado San Juan Ernesto Pugibet.
Los comerciantes del exterior del mercado fueron enviados al nuevo mercado San Juan Arcos de Belén, construido en 1956 y ubicado en la esquina de las calles de López y Arcos de Belén.
Los comerciantes que vendían flores en el perímetro del edificio fueron reubicados en un nuevo mercado en la calle de Pescaditos. El mercado fue construido en 1955 y remodelado en 1971, siendo conocido como mercado San Juan palacio de las flores.
Finalmente Los comerciantes que vendían productos misceláneos como jarciería, mercería y productos no perecederos fueron enviados a un mercado construido en 1955 en lo donde hoy se ubica la estación salto del agua del Metro de la Ciudad de México. Al construirse la Estación en 1969 el mercado fue demolido y los comerciantes reubicados en un mercado inaugurado en 1970 junto a la Plaza de San Juan, el cual es el mercado San Juan de Curiosidades.

### sigloXXI
El mercado de artesanías de San Juan fue severamente dañado durante el terremoto de 2017, por lo que tuvo que ser rehabilitado y fue reinaugurado el 25 de julio de 2020

## Festividades
La festividad de San Juan se lleva a cabo el 24 de junio y se lleva a cabo principalmente en los 4 mercados donde los locatarios organizan verbenas. La más tradicional es la celebración del mercado Arcos de Belén, donde es costumbre hacer obsequios a los vecinos y clientes que visitan el mercado ese día.

## Residentes Ilustres
- Ignacio Castera (1750 - 1811) Arquitecto y urbanista vivió en la calle de Revillagigedo número 31.
- Ignacio Cumplido (1811 - 1887) Impresor, escritor, periodista y político, vivió en la calle San Juan de Letrán.
- Artemio de Valle Arizpe (1884 - 1961) Escritor y diplomático.
- Irma González (1916 - 2008) Soprano y maestra de canto.
- Emilia Guiú (1922 - 2004) Actriz de origen Español.
- José Ives Limantour (1854 – 1935) Político, financiero y ministro de hacienda durante el Porfiriato, vivió en Avenida Juárez.
- José María Marroquí (1824 - 1898) Médico, escritor e historiador, vivió en la calle que hoy lleva su nombre, antes callejón de Cuajomulco.[23]
- Ángel Minjárez Osuna (1935 - 2024) Músico y compositor, autor de las piezas Himno a Juárez y Rapsodia a Cajeme.[24]
- Luis Procuna Montes (1923 - 1995) Torero apodado "El Berrendito de San Juan" por ser originario de este barrio. Un pase de su creación lleva por nombre "la sanjuanera". Figura del toreo en los 40 y 50. Inauguró la Monumental Plaza México.
- Jorge «Che» Reyes (1907 - 1985) Actor, presentador y empresario Argentino.
- José Luis Rodríguez Alconedo (1761 - 1815) Orfebre, pintor y héroe de la independencia de México vivió en la calle de artículo 123, antes calle de Nuevo México
- Laura Urdapilleta (1932 - 2008) Bailarina, maestra de danza y coreógrafa.

## Algunos sitios de interés
- Iglesia de Nuestra Señora de Guadalupe (Iglesia del Buen Tono)
- Plaza de San Juan
- Basílica de San José y Nuestra Señora del Sagrado Corazón
- barrio Chino
- Plaza Carlos Pacheco
- Plaza Santos Degollado
- Museo de Arte Popular
- Teatro Metropólitan
- Antiguo Casino Alemán
- Teatro Orfeón
- Academia Mexicana de la Historia
- Casa del Marqués de Guadalupe (Casa de cultura de Tamaulipas)
- XEW
- Telmex Victoria
- Mercado de San Juan

## Galería
|                        |
| Iglesia del Buen Tono. |

|                     |
| Edificio de la XEW. |

|                          |
| Puerta del Barrio Chino. |

|                |
| Teatro Orfeón. |

|                      |
| Teatro Metropólitan. |

|                        |
| Museo de Arte Popular. |

|                                   |
| Mercado de Artesanías de San Juan |

|                                            |
| Edificio de la Compañía Cigarrera Mexicana |

|                   |
| Edificio Victoria |

|                                                         |
| Edificio estilo art decó de Telmex en la calle Victoria |

|                             |
| Monumento a Ernesto Pugibet |

|                                             |
| Portada de la casa del Marqués de Guadalupe |

|                      |
| Plaza Carlos Pacheco |

|                              |
| Calle Dolores, Barrio Chino. |

|                                                                                  |
| La aguadora, fuente histórica de finales del siglo XIX. (Plaza Santos Degollado) |

|                                                                                          |
| Construcción de finales del siglo XIX conocida como "la casona", en la calle Delicias 73 |